# (18496) 1996 JN1
(18496) 1996 JN1 est un astéroïde de la ceinture principale d'astéroïdes découvert en 1996.

## Description
(18496) 1996 JN1 a été découvert le 9 mai 1996 à l'observatoire de Siding Spring, situé près de Coonabarabran, en Nouvelle-Galles du Sud, en Australie, par Robert H. McNaught.

### Caractéristiques orbitales
L'orbite de cet astéroïde est caractérisée par un demi-grand axe de 2,41 UA, un périhélie de 1,95 UA, une excentricité de 0,19 et une inclinaison de 1,66° par rapport à l'écliptique. Du fait de ces caractéristiques, à savoir un demi-grand axe compris entre 2 et 3,2 UA et un périhélie supérieur à 1,666 UA, il est classé, selon la JPL Small-Body Database, comme objet de la ceinture principale d'astéroïdes.

### Caractéristiques physiques
(18496) 1996 JN1 a une magnitude absolue (H) de 14,7 et un albédo estimé à 0,458.